# 都市問題
都市問題（としもんだい、英: urban problems）は、過密化や都市的生活様式によって発生する問題の総称である。

## 概要
都市問題は通常、都市へ集中した人口や経済活動をめぐって起こる困難・混乱の現象として扱われ、具体的には住宅や交通、医療や福祉、教育、環境の問題が挙げられるほか、都会特有の犯罪（都市型犯罪）や麻薬・アルコール中毒、精神疾患なども含まれる。

## 都市問題の歴史
18世紀の著作家であるルイ＝セバスチャン・メルシエは『パリの情景』のなかで、未舗装の泥道と下水設備がなく汚物にまみれたパリと、そこに住む無神経なパリ市民を描写した。その後も19世紀前半に至るまで劣悪な都市環境への告発が続いた。その頃には統計によってパリの人口増加率や犯罪発生率、都市環境と死亡率の相関などが見えはじめ、人々はパリの絶望的な状況に気が付き始めた。1832年のコレラの大流行と、7月王政、第二帝政と続いた政体の変化を契機に、パリの再開発は始まった。
19世紀の産業革命の進展とともにイギリス各都市で工業の発展・拡大が続くなかで、初めて為政者たちにとって都市問題が大きな問題となって取り上げられるようになった。都市に集中する労働者たちは劣悪な生活環境のなかで健康を害する者が多く、とくに頻発する伝染病による被害は大きかったために、救貧費が財政負担増の大きな原因となった。そこで、生活環境の根本的解決を目指す都市行政が進められることになり、さまざまな都市問題が認識されるようになったのである。
また日本で、都市問題なる語を最初に理論的、組織的に取り上げたのは片山潜である。ただし、片山は、当時の時代的背景によって、都市問題から、それを根本的に解決するための社会体制の変革のほうに自身の関心を移すことになった。

## 都市問題と新都市社会学
人口の過密化という観点からのみ都市問題を理解しようとする都市論では、資本主義経済システムにおいて都市が抱えるさまざまな矛盾の本質を隠蔽してしまうことになる。そこで、この矛盾の解剖を目指し、新都市社会学と呼ばれる都市社会学の一派が70年代に生まれた。

## 主な都市問題
- ごみ問題（都市廃棄物）
- 騒音
- 振動
- 悪臭
- 事故（交通事故）
- 犯罪
- 渋滞
- 満員電車
- 大気汚染
- 都市型水害
- 地価の上昇
- ジェントリフィケーション
- ヒートアイランド
- 排除アート
- 過疎
- 過密
- 高齢化